# Mitchell (Nebraska)
Mitchell – miasto w Stanach Zjednoczonych, w stanie Nebraska, w hrabstwie Scotts Bluff.